# Коджори (Ахметский муниципалитет)
Коджори (груз. კოჯორი) — село, находящееся в Ахметском муниципалитете края Кахетия Грузии. Население села по состоянию на 2014 год составляет 19 человек.